# 加圖山脊
加图山脊（Dorsa Cato）是月球赤道区的一组皱岭，位于丰富海塔伦修斯环形山以南，其中心月面坐标为1°00′N 47°00′E / 1.0°N 47.0°E，全长140公里，名称取自古罗马参议员兼史学家马尔库斯·波尔基乌斯·加图（Marcus Porcius Cato，公元前234年－公元前149年），1976年国际天文联合会在法国格勒诺布尔召开的大会上，该名称与其它众多月球地名一道被正式批准接受。